# Statistiche e record dello Sportklub Rapid
Di seguito sono riportate le statistiche, i record e le curiosità storiche dello Sportklub Rapid.

## Riepilogo
- Ultimo aggiornamento: 3 agosto 2012

| Competizione                        | Giocate | Vinte | Pareggiate | Perse | Gol Fatti | Gol Subiti |  |
| Bundesliga                          | 2755    | 1550  | 593        | 612   | 6687      | 3562       |  |
| ÖFB-Cup                             | 303     | 219   | 12         | 72    | 991       | 419        |  |
| ÖFB-Supercup                        | 5       | 3     | 0          | 2     | 7         | 6          |  |
| Coppa dei Campioni/Champions League | 73      | 32    | 7          | 34    | 119       | 110        |  |
| Coppa delle Coppe                   | 52      | 19    | 17         | 16    | 87        | 73         |  |
| Coppa UEFA/Europa League            | 97      | 37    | 18         | 42    | 136       | 125        |  |
| Coppa Intertoto                     | 4       | 2     | 1          | 1     | 6         | 3          |  |
| TOTALE                              | 3289    | 1862  | 648        | 779   | 8033      | 4298       |  |

### Partecipazioni alle coppe europee
- In corsivo le manifestazioni non organizzate dalla UEFA, in grassetto il numero di partecipazioni.
  - Coppa UEFA/Europa League: 20
  - Coppa dei Campioni/Champions League: 15
  - Coppa Mitropa: 11
  - Coppa delle Coppe: 10
  - Coppa Piano Karl Rappan: 10
  - Coppa delle Fiere: 2
  - Coppa Intertoto: 1

## Partite internazionali

### Partite non UEFA
- Questa sezione racchiude tutte le partite disputate in competizioni ufficiali non organizzate dalla UEFA.

| Competizione                    | Turno              | Avversario             | Andata  | Ritorno  | Totale              |
| ------------------------------- | ------------------ | ---------------------- | ------- | -------- | ------------------- |
| Coppa dell'Europa Centrale 1927 | Quarti di finale   | Hajduk Spalato         | 8-1 (C) | 0-1 (T)  | 8-2                 |
|                                 | Semifinale         | Slavia Praga           | 2-2 (T) | 2-1 (A)  | 4-3                 |
|                                 | Finale             | Sparta Praga           | 2-6 (T) | 2-1 (C)  | 4-8                 |
| Coppa dell'Europa Centrale 1928 | Quarti di finale   | MTK Hungária           | 6-4 (C) | 1-3 (T)  | 1-0 dts (spareggio) |
|                                 | Semifinale         | Viktoria Žižkov        | 3-4 (T) | 3-2 (C)  | 3-1 (spareggio)     |
|                                 | Finale             | Ferencváros            | 1-7 (T) | 5-3 (C)  | 6-10                |
| Coppa dell'Europa Centrale 1929 | Quarti di finale   | Genova 1893            | 5-1 (C) | 0-0 (T)  | 5-1                 |
|                                 | Semifinale         | Újpest                 | 1-2 (T) | 3-2 (C)  | 1-3 dts (spareggio) |
| Coppa dell'Europa Centrale 1930 | Quarti di finale   | Genova 1893            | 1-1 (T) | 1-6 (C)  | 2-7                 |
|                                 | Semifinale         | Ferencváros            | 5-1 (C) | 0-1 (T)  | 5-2                 |
|                                 | Finale             | Sparta Praga           | 2-0 (T) | 2-3 (C)  | 4-3                 |
| Coppa dell'Europa Centrale 1934 | Primo turno        | Slavia Praga           | 3-1 (T) | 1-1 (C)  | 4-2                 |
|                                 | Quarti di finale   | Bologna                | 1-6 (T) | 4-1 (C)  | 5-7                 |
| Coppa dell'Europa Centrale 1935 | Primo turno        | Zidenice Brno          | 2-3 (T) | 2-2 (C)  | 4-5                 |
| Coppa dell'Europa Centrale 1936 | Ottavi di finale   | Roma                   | 3-1 (C) | 1-5 (T)  | 4-6                 |
| Zentropa Cup 1951               | Semifinale         | Lazio                  | 5-0     |          |                     |
|                                 | Finale             | Wacker Vienna          | 3-2     |          |                     |
| Coppa Mitropa 1956              | Quarti di finale   | Slovan Bratislava      | 3-0 (C) | 1-3 (T)  | 4-3                 |
|                                 | Semifinale         | Budapesti Vörös Lobogó | 3-3 (C) | 4-3 (T)  | 7-6                 |
|                                 | Finale             | Vasas                  | 3-3 (C) | 1-1 (T)  | 2-9 (spareggio)     |
| Coppa Mitropa 1957              | Quarti di finale   | MTK                    | 1-1 (C) | 3-3 (T)  | 4-1 (spareggio)     |
|                                 | Semifinale         | Vojvodina              | 3-0 (C) | 1-4 (T)  |                     |
| Coppa delle Fiere 1962-1963     | Secondo turno      | Stella Rossa           | 1-1 (C) | 0-1 (T)  | 1-2                 |
| Coppa delle Fiere 1963-1964     | Secondo turno      | RC Paris               | 1-0 (C) | 3-2 (T)  | 4-2                 |
|                                 | Ottavi di finale   | Valencia               | 0-0 (C) | 2-3 (T)  | 2-3                 |
| Coppa Piano Rappan 1963-1964    | Fase a gruppi      | Djurgården             | 3-0 (T) | 3-1 (C)  |                     |
|                                 | Fase a gruppi      | Neumünster             | 4-1 (C) | 0-1 (T)  |                     |
|                                 | Fase a gruppi      | PSV                    | 5-2 (C) | 2-1 (T)  |                     |
|                                 | Primo turno        | Standard Liegi         | 0-2 (T) | 0-1 (C)  | 0-3                 |
| Coppa Mitropa 1965              | Semifinale         | Fiorentina             | 0-3     |          |                     |
|                                 | Finale 3º-4º posto | Sparta Praga           | 0-2     |          |                     |
| Coppa Piano Rappan 1966-1967    | Fase a gruppi      | Norrköping             | 3-6 (T) | 4-3 (C)  |                     |
|                                 | Fase a gruppi      | Lokomotive Leipzig     | 0-0 (C) | 1-2 (T)  |                     |
|                                 | Fase a gironi      | Hannover 96            | 1-1 (T) | 0-2 (C)  |                     |
| Coppa Piano Rappan 1968         | Fase a gruppi      | Dukla Praga            | 0-2 (C) | n.d. (T) |                     |
|                                 | Fase a gruppi      | Sporting Lisbona       | 3-0 (C) | 1-4 (T)  |                     |
| Coppa Piano Rappan 1969         | Fase a gruppi      | Young Boys             | 0-2 (T) | 8-1 (C)  |                     |
|                                 | Fase a gruppi      | Norrköping             | 2-3 (T) | 0-0 (C)  |                     |
|                                 | Fase a gruppi      | Hannover 96            | 1-1 (T) | 2-0 (C)  |                     |
| Coppa Piano Rappan 1978         | Fase a gruppi      | Norrköping             | 1-3 (T) | 4-1 (C)  |                     |
|                                 | Fase a gruppi      | Duisburg               | 0-0 (C) | 0-3 (T)  |                     |
|                                 | Fase a gruppi      | Bohemians Praga        | 0-0 (C) | 1-1 (T)  |                     |
| Coppa Piano Rappan 1979         | Fase a gruppi      | Maccabi Netanya        | 2-4 (T) | 2-2 (C)  |                     |
|                                 | Fase a gruppi      | Standard Liegi         | 2-1 (C) | 0-3 (T)  |                     |
|                                 | Fase a gruppi      | Werder Brema           | 2-1 (T) | 1-1 (C)  |                     |
| Coppa Piano Rappan 1980         | Fase a gruppi      | Sparta Praga           | 0-1 (C) | 0-1 (T)  |                     |
|                                 | Fase a gruppi      | Den Haag               | 0-2 (C) | 0-1 (T)  |                     |
|                                 | Fase a gruppi      | San Gallo              | 2-1 (T) | 3-2 (C)  |                     |
| Coppa Piano Rappan 1992         | Fase a gruppi      | Helsingborg            | 1-1 (C) | 1-2 (T)  |                     |
|                                 | Fase a gruppi      | Bochum                 | 2-3 (T) | 1-0 (C)  |                     |
|                                 | Fase a gruppi      | Brøndby                | 3-1 (C) | 5-3 (T)  |                     |
| Coppa Piano Rappan 1993         | Fase a gruppi      | Brøndby                | 5-3 (T) |          |                     |
|                                 | Fase a gruppi      | Halmstad               | 2-0 (C) |          |                     |
|                                 | Fase a gruppi      | Yantra Gabrovo         | 6-0 (C) |          |                     |
|                                 | Fase a gruppi      | Zawisza Bydgoszcz      | 1-1 (T) |          |                     |
| Coppa Piano Rappan 1994         | Fase a gruppi      | Odense                 | 3-1 (C) |          |                     |
|                                 | Fase a gruppi      | Békéscsabai Előre      | 0-3 (T) |          |                     |
|                                 | Fase a gruppi      | Sion                   | 0-2 (T) |          |                     |
|                                 | Fase a gruppi      | Dynamo Dresda          | 1-0 (C) |          |                     |

### Partite in ambito UEFA
- Questa sezione racchiude tutte le partite disputate in competizioni ufficiali organizzate dalla UEFA.

| Competizione                 | Turno                     | Avversario             | Andata  | Ritorno     | Totale          |
| ---------------------------- | ------------------------- | ---------------------- | ------- | ----------- | --------------- |
| Coppa dei Campioni 1955-1956 | Ottavi di finale          | PSV                    | 6-1 (C) | 0-1 (T)     | 6-2             |
|                              | Quarti di finale          | Milan                  | 1-1 (C) | 2-7 (T)     | 3-8             |
| Coppa dei Campioni 1956-1957 | Ottavi di finale          | Real Madrid            | 2-4 (T) | 3-1 (C)     | 0-2 (spareggio) |
| Coppa dei Campioni 1957-1958 | Primo turno               | Milan                  | 1-4 (T) | 5-2 (C)     | 2-4 (spareggio) |
| Coppa dei Campioni 1960-1961 | Primo turno               | Beşiktaş               | 4-0 (C) | 0-1 (T)     | 4-1             |
|                              | Ottavi di finale          | Wismut Karl-Marx-Stadt | 3-1 (C) | 0-2 (T)     | 1-0 (spareggio) |
|                              | Quarti di finale          | Malmö                  | 2-0 (C) | 2-0 (T)     | 4-0             |
|                              | Semifinale                | Benfica                | 0-3 (C) | 1-1 (T)     | 1-4             |
| Coppa delle Coppe 1961-1962  | Primo turno               | Spartak Varna          | 0-0 (C) | 5-2 (T)     | 5-2             |
|                              | Ottavi di finale          | Fiorentina             | 1-3 (T) | 2-6 (C)     | 3-9             |
| Coppa dei Campioni 1964-1965 | Primo turno               | Shamrock Rovers        | 3-0 (C) | 2-0 (T)     | 5-0             |
|                              | Ottavi di finale          | Rangers                | 0-1 (T) | 0-2 (C)     | 0-3             |
| Coppa delle Coppe 1966-1967  | Secondo turno             | Galatasaray            | 4-0 (C) | 5-3 (T)     | 9-3             |
|                              | Ottavi di finale          | Spartak Mosca          | 1-1 (T) | 1-0 (C)     | 2-1             |
|                              | Quarti di finale          | Bayern Monaco          | 1-0 (C) | 0-2 dts (T) | 1-2             |
| Coppa dei Campioni 1967-1968 | Primo turno               | Beşiktaş               | 1-0 (T) | 3-0 (C)     | 4-0             |
|                              | Ottavi di finale          | Eintracht Braunschweig | 1-0 (C) | 0-2 (T)     | 1-2             |
| Coppa dei Campioni 1968-1969 | Primo turno               | Rosenborg              | 3-1 (T) | 3-3 (C)     | 6-4             |
|                              | Ottavi di finale          | Real Madrid            | 1-0 (C) | 1-2 (T)     | 2-2 (rgf)       |
|                              | Quarti di finale          | Manchester United      | 0-3 (T) | 0-0 (C)     | 0-3             |
| Coppa delle Coppe 1969-1970  | Turno preliminare         | Torpedo Mosca          | 0-0 (C) | 1-1 (T)     | 1-1 (rgf)       |
|                              | Primo turno               | PSV                    | 1-2 (C) | 2-4 (T)     | 3-6             |
| Coppa UEFA 1971-1972         | Primo turno               | Dinamo Zagreb          | 2-2 (T) | 0-0 (C)     | 2-2 (rgf)       |
|                              | Ottavi di finale          | Juventus               | 0-1 (C) | 1-4 (T)     | 1-5             |
| Coppa delle Coppe 1972-1973  | Primo turno               | PAOK                   | 0-0 (C) | 2-2 (T)     | 2-2 (rgf)       |
|                              | Ottavi di finale          | Rapid Bucarest         | 1-1 (C) | 1-3 (T)     | 2-4             |
| Coppa delle Coppe 1973-1974  | Primo turno               | Randers                | 0-0 (T) | 2-1 (C)     | 2-1             |
|                              | Ottavi di finale          | Milan                  | 0-0 (T) | 0-2 (C)     | 0-2             |
| Coppa UEFA 1974-1975         | Primo turno               | Aris                   | 3-1 (C) | 0-1 (T)     | 3-2             |
|                              | Secondo turno             | Velež Mostar           | 1-1 (C) | 0-1 (T)     | 1-2             |
| Coppa UEFA 1975-1976         | Primo turno               | Galatasaray            | 1-0 (C) | 1-3 (T)     | 2-3             |
| Coppa delle Coppe 1976-1977  | Primo turno               | Atlético Madrid        | 1-2 (C) | 1-1 (T)     | 2-3             |
| Coppa UEFA 1977-1978         | Primo turno               | Inter Bratislava       | 1-0 (C) | 0-3 (T)     | 1-3             |
| Coppa UEFA 1978-1979         | Primo turno               | Hajduk Spalato         | 0-2 (T) | 2-1 (C)     | 2-3             |
| Coppa UEFA 1979-1980         | Primo turno               | Diosgyör Miskolc       | 0-1 (C) | 2-3 (T)     | 2-4             |
| Coppa UEFA 1981-1982         | Primo turno               | Videoton               | 2-2 (C) | 2-0 (T)     | 4-2             |
|                              | Secondo turno             | PSV                    | 1-0 (C) | 1-2 (T)     | 2-2 (rgf)       |
|                              | Ottavi di finale          | Real Madrid            | 0-1 (C) | 0-0 (T)     | 0-1             |
| Coppa dei Campioni 1982-1983 | Primo turno               | Avenir Beggen          | 5-0 (T) | 8-0 (C)     | 13-0            |
|                              | Ottavi di finale          | Widzew Łódź            | 2-1 (C) | 3-5 (T)     | 5-6             |
| Coppa dei Campioni 1983-1984 | Primo turno               | Nantes                 | 3-0 (C) | 1-3 (T)     | 4-3             |
|                              | Ottavi di finale          | Bohemians Praga        | 1-2 (T) | 1-0 (C)     | 2-2 (rgf)       |
|                              | Quarti di finale          | Dundee United          | 2-1 (C) | 0-1 (T)     | 2-2             |
| Coppa delle Coppe 1984-1985  | Primo turno               | Beşiktaş               | 4-1 (C) | 1-1 (T)     | 5-2             |
|                              | Ottavi di finale          | Celtic                 | 3-1 (C) | 1-0 (T)     | 4-1             |
|                              | Quarti di finale          | Dynamo Dresda          | 0-3 (T) | 5-0 (C)     | 5-3             |
|                              | Semifinale                | Dinamo Mosca           | 3-1 (C) | 1-1 (T)     | 4-2             |
|                              | Finale                    | Everton                | 1-3     |             |                 |
| Coppa delle Coppe 1985-1986  | Primo turno               | Tatabányai Bányász     | 5-0 (C) | 1-1 (T)     | 6-1             |
|                              | Ottavi di finale          | Fram                   | 3-0 (C) | 1-2 (T)     | 4-2             |
|                              | Quarti di finale          | Dynamo Kiev            | 1-4 (C) | 1-5 (T)     | 1-9             |
| Coppa delle Coppe 1986-1987  | Primo turno               | Bruges                 | 4-3 (C) | 3-3 (T)     | 7-6             |
|                              | Ottavi di finale          | Lokomotive Leipzig     | 1-1 (C) | 1-2 dts (T) | 2-3             |
| Coppa dei Campioni 1987-1988 | Primo turno               | Ħamrun Spartans        | 6-0 (C) | 1-0 (T)     | 7-0             |
|                              | Ottavi di finale          | PSV                    | 1-2 (C) | 0-2 (T)     | 1-4             |
| Coppa dei Campioni 1988-1989 | Primo turno               | Galatasaray            | 2-1 (C) | 0-2 (T)     | 2-3             |
| Coppa UEFA 1989-1990         | Primo turno               | Aberdeen               | 1-2 (T) | 1-0 (C)     | 2-2 (rgf)       |
|                              | Secondo turno             | Bruges                 | 2-1 (T) | 4-3 (C)     | 6-4             |
|                              | Ottavi di finale          | Standard Liegi         | 1-0 (C) | 1-3 (T)     | 2-3             |
| Coppa UEFA 1990-1991         | Primo turno               | Inter                  | 2-1 (C) | 1-3 dts (T) | 3-4             |
| Coppa UEFA 1992-1993         | Primo turno               | Dynamo Kiev            | 0-1 (T) | 3-2 (C)     | 3-3             |
| Coppa delle Coppe 1995-1996  | Primo turno               | Petrolul Ploiești      | 3-1 (C) | 0-0 (T)     | 3-1             |
|                              | Ottavi di finale          | Sporting Lisbona       | 0-2 (T) | 4-0 dts (C) | 4-2             |
|                              | Quarti di finale          | Dinamo Mosca           | 1-0 (T) | 3-0 (C)     | 4-0             |
|                              | Semifinale                | Feyenoord Rotterdam    | 1-1 (T) | 3-0 (C)     | 4-1             |
|                              | Finale                    | Paris Saint-Germain    | 0-1     |             |                 |
| Champions League 1996-1997   | Turno preliminare         | Dynamo Kiev            | 2-0 (C) | 4-2 (T)     | 6-2             |
|                              | Fase a gruppi             | Fenerbahçe             | 1-1 (C) | 0-1 (T)     |                 |
|                              | Fase a gruppi             | Manchester United      | 0-2 (T) | 0-2 (C)     |                 |
|                              | Fase a gruppi             | Juventus               | 1-1 (C) | 0-5 (T)     |                 |
| Coppa UEFA 1997-1998         | Turno preliminare         | Boby Brno              | 6-1 (C) | 0-2 (T)     | 6-3             |
|                              | Primo turno               | Hapoel Petah Tiqwa     | 1-0 (C) | 1-1 (T)     | 2-1             |
|                              | Secondo turno             | Monaco 1860            | 3-0 (C) | 1-2 (T)     | 4-2             |
|                              | Ottavi di finale          | Lazio                  | 0-2 (C) | 0-1 (T)     | 0-3             |
| Coppa UEFA 1998-1999         | Turno preliminare         | Omonia                 | 1-3 (T) | 2-0 (C)     | 3-3             |
|                              | Primo turno               | Bordeaux               | 1-1 (T) | 1-2 (C)     | 2-3             |
| Champions League 1999-2000   | Secondo turno preliminare | Valletta               | 3-0 (C) | 2-0 (T)     | 5-0             |
|                              | Terzo turno preliminare   | Galatasaray            | 0-1 (T) | 0-3 (C)     | 0-4             |
| Coppa UEFA 1999-2000         | Primo turno               | Inter Bratislava       | 0-1 (T) | 1-2 (C)     | 1-3             |
| Coppa UEFA 2000-2001         | Turno preliminare         | Teuta Durazzo          | 2-0 (C) | 4-0 (T)     | 6-0             |
|                              | Primo turno               | Örgryte                | 3-0 (C) | 1-1 (T)     | 4-1             |
|                              | Secondo turno             | Osijek                 | 1-2 (T) | 0-2 (C)     | 1-4             |
| Coppa UEFA 2001-2002         | Turno preliminare         | Cosmos                 | 1-0 (T) | 2-0 (C)     | 3-0             |
|                              | Primo turno               | Partizan Belgrado      | 0-1 (T) | 5-1 (C)     | 5-2             |
|                              | Secondo turno             | Paris Saint-Germain    | 0-4 (T) | 2-2 (C)     | 2-6             |
| Coppa UEFA 2004-2005         | Turno preliminare         | Rubin Kazan'           | 0-2 (C) | 3-0 (T)     | 3-2             |
|                              | Primo turno               | Sporting Lisbona       | 0-2 (T) | 0-0 (C)     | 0-2             |
| Champions League 2005-2006   | Secondo turno preliminare | F91 Dudelange          | 6-1 (T) | 3-2 (C)     | 9-3             |
|                              | Terzo turno preliminare   | Lokomotiv Mosca        | 1-1 (C) | 1-0 (T)     | 2-1             |
|                              | Fase a gruppi             | Bayern Monaco          | 0-1 (C) | 0-4 (T)     |                 |
|                              | Fase a gruppi             | Juventus               | 0-3 (T) | 1-3 (C)     |                 |
|                              | Fase a gruppi             | Bruges                 | 0-1 (C) | 2-3 (T)     |                 |
| Coppa Intertoto 2007         | Secondo turno             | Slovan Bratislava      | 3-1 (C) | 0-1 (T)     | 3-2             |
|                              | Finali                    | Rubin Kazan'           | 3-1 (C) | 0-0 (T)     | 3-1             |
| Coppa UEFA 2007-2008         | Secondo turno preliminare | Dinamo Tbilisi         | 3-0 (T) | 5-0 (C)     | 8-0             |
|                              | Primo turno               | Anderlecht             | 1-1 (T) | 0-1 (C)     | 1-2             |
| Champions League 2008-2009   | Secondo turno preliminare | Anorthōsis             | 0-3 (T) | 3-1 (C)     | 3-4             |
| Europa League 2009-2010      | Secondo turno preliminare | Vllaznia Scutari       | 5-0 (C) | 3-0 (T)     | 8-0             |
|                              | Terzo turno preliminare   | Pegeias Kinyras        | 2-1 (C) | 2-2 dts (T) | 4-3             |
|                              | Quarto turno preliminare  | Aston Villa            | 1-0 (C) | 1-2 (T)     | 2-2 (rgf)       |
|                              | Fase a gruppi             | Amburgo                | 3-0 (C) | 0-2 (T)     |                 |
|                              | Fase a gruppi             | Celtic                 | 1-1 (T) | 3-3 (C)     |                 |
|                              | Fase a gruppi             | Hapoel Tel Aviv        | 1-5 (T) | 0-3 (C)     |                 |
| Europa League 2010-2011      | Secondo turno preliminare | Sūduva                 | 2-0 (T) | 4-2 (C)     | 6-2             |
|                              | Terzo turno preliminare   | Beroe Stara Zagora     | 1-1 (T) | 3-0 (C)     | 4-1             |
|                              | Quarto turno preliminare  | Aston Villa            | 1-1 (C) | 3-2 (T)     | 4-3             |
|                              | Fase a gruppi             | Porto                  | 0-3 (T) | 1-3 (C)     |                 |
|                              | Fase a gruppi             | Beşiktaş               | 1-2 (C) | 0-2 (T)     |                 |
|                              | Fase a gruppi             | CSKA Sofia             | 2-0 (T) | 1-2 (C)     |                 |
| Europa League 2012-2013      | Terzo turno preliminare   | Vojvodina              | 1-2 (T) | 2-0 (C)     | 3-2             |
|                              | Quarto turno preliminare  | PAOK                   | 1-2 (T) | 3-0 (C)     | 4-2             |
|                              | Fase a gruppi             | Rosenborg              | 1-2 (C) | 2-3 (T)     |                 |
|                              | Fase a gruppi             | Metalist               | 0-2 (T) | 1-0 (C)     |                 |
|                              | Fase a gruppi             | Bayer Leverkusen       | 0-4 (C) | 0-3 (T)     |                 |